# Association of Arctic Expedition Cruise Operators

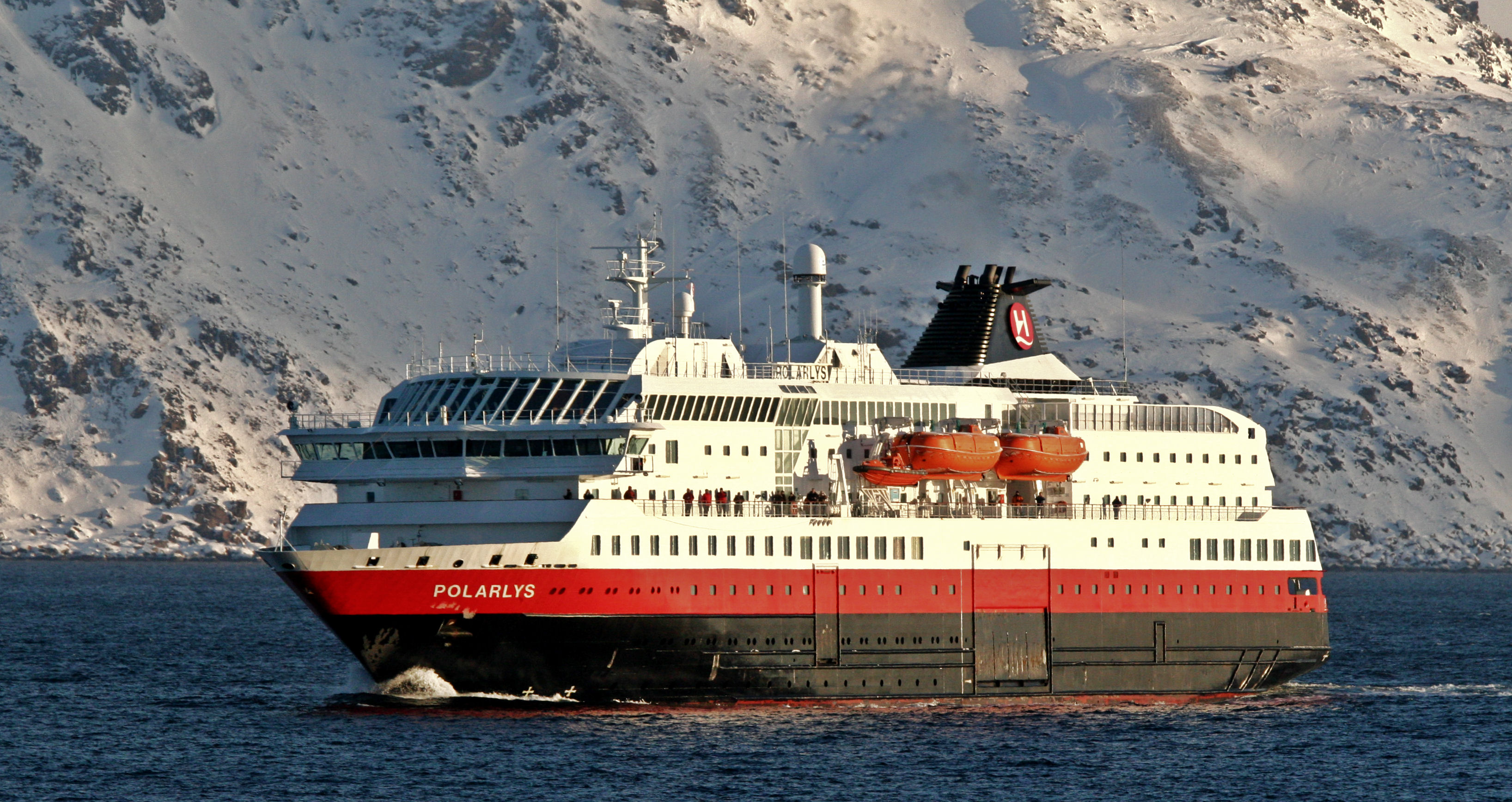
M/S Polarlys der Hurtigruten Reederei zwischen Havøysund und Hammerfest

Die Association of Arctic Expedition Cruise Operators, kurz AECO, ist ein internationaler Verband von Kreuzschifffahrtgesellschaften, die regelmäßig Expeditionsreisen in der Arktis unternehmen. Auch andere interessierte Personen können Mitglied werden, die Mitgliedschaft ist freiwillig.

## Ziele
Es ist das Ziel, die sensible Umwelt der Arktis vor Schäden durch den Tourismus zu schützten. Die Organisation will sicherstellen, dass der Tourismus in dieser Region verantwortungsbewusst, umweltfreundlich und sicher durchgeführt wird. Die AECO hat ihren Mitgliedern als Selbstverpflichtung einen Katalog an Leitlinien auferlegt. Als arktische Region wird das Gebiet nördlich des 60. Breitengrads angesehen. Die von der AECO aktiv bearbeiteten Regionen sind Grönland, Spitzbergen, Jan Mayen, die arktischen Teile Kanadas und der arktische Nationalpark Russlands. Kreuzfahrtgesellschaften werben in ihren Prospekten mit der Zugehörigkeit zur AECO, um gegenüber der Kundschaft ihr Verantwortungsbewusstsein für eine nachhaltige touristische Nutzung der Arktis darzustellen.

## Gründung und Struktur
Die Organisation wurde im Jahr 2003 von dem Norweger Ulf Prytz gegründet. Formeller Sitz ist Longyearbyen, Hauptstadt der zu Norwegen gehörenden Inselgruppe Spitzbergen. Die Organisation besteht aus einem Sekretariat mit fest angestellten Mitarbeitern und aus mehreren Ausschüssen, die sich den verschiedenen Aufgaben der Organisation sowie einzelnen Fachthemen annehmen. Alljährlich wird im Zusammenhang mit der Mitgliederversammlung eine öffentliche Konferenz zum Themenbereich Kreuzfahrten in der Arktis durchgeführt. AECO ermöglicht den Zugang zu umfangreichen Informationsmaterial, veröffentlicht selbst Publikationen, veranlasst Forschungsarbeiten, führt Schulungen durch und berät Regierungen sowie Institutionen. Stand 2018 bestehen 27 Vollmitgliedschaften sowie eine größere Zahl an nahe stehenden oder verbundenen Mitgliedern.

## Leitlinien
Die Leitlinien beinhalten einen Katalog an grundsätzlichen Verhaltenshinweisen, wie z. B. keinen Müll zurückzulassen oder keine Pflanzen zu pflücken. Es gibt Sicherheitsregeln, insbesondere beim Kontakt mit Wildtieren, wie insbesondere Eisbären. Ein weiterer Schwerpunkt sind Regeln für den respektvollen Umgang mit der einheimischen Bevölkerung und der Beachtung ihrer sozialen und kulturellen Besonderheiten. Kreuzfahrtgesellschaften unterwerfen sich einem Planungs- und Berichtsprozess für ihre Schiffe sowie der Durchführung von Schulungsmaßnahmen für Crewmitglieder.